# Župnija Poljane - Dolenjske Toplice
Župnija Poljane - Dolenjske Toplice je rimskokatoliška teritorialna župnija dekanije Novo mesto škofije Novo mesto.
Do 7. aprila 2006, ko je bila ustanovljena škofija Novo mesto, je bila župnija del nadškofije Ljubljana.